# Áron Márton
Áron Márton (Sândominic, 28 agosto 1896 – Alba Iulia, 29 settembre 1980) è stato un vescovo cattolico rumeno.
Operò durante il periodo tumultuoso segnato della seconda guerra mondiale e dall'ascesa del regime comunista in Romania. Gli fu offerto il cardinalato, ma lo rifiutò quando seppe che il governo non aveva approvato la creazione a cardinale di monsignor Iuliu Hossu.
Lo Yad Vashem lo onorò il 27 dicembre 1999 con il titolo di Giusto tra le nazioni per i suoi sforzi volti a fermare la deportazione degli ebrei rumeni e ungheresi nel corso della seconda guerra mondiale.
La causa di canonizzazione di monsignor Márton venne aperta il 17 novembre 1992 sotto il pontificato di Giovanni Paolo II. Oggi ha il titolo di venerabile.

## Biografia
Monsignor Áron Márton nacque a Sândominic, allora nell'Impero austro-ungarico, il 28 agosto 1896 da due contadini di etnia ungherese, Ágoston e Julianna Kurkó.

### Formazione e ministero sacerdotale

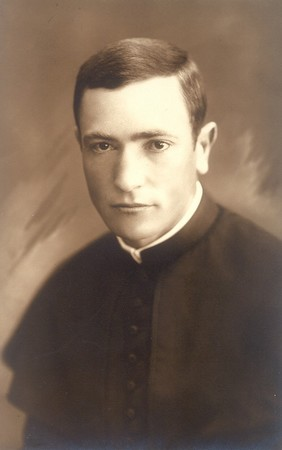
Padre Márton nel 1920 circa.

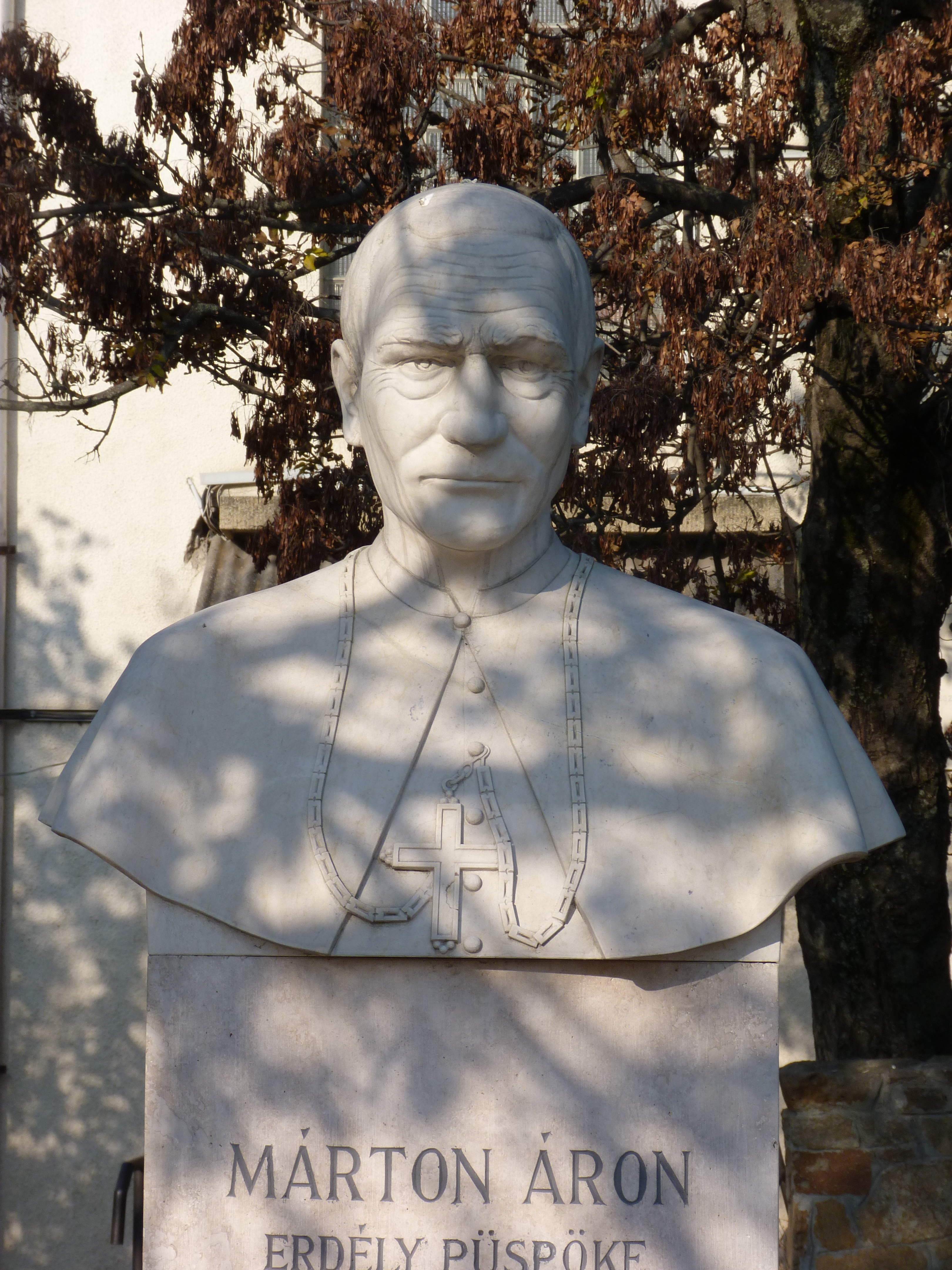
Busto in suo onore.

monumento a Cluj-Napoca

Compì gli studi primari nel suo villaggio natale dal 1903 al 1906. Dal 1907 al 1911 studiò in una scuola cattolica romana a Şumuleu Ciuc e dal 1911 al 1914 in un altro istituto. Nel 1915 conseguì il diploma in un liceo di Alba Iulia. Poco dopo, il 15 giugno, si arruolò nelle forze armate austro-ungariche. Fu coinvolto nelle battaglie della prima guerra mondiale come tenente nell'82ª divisione in diverse zone di conflitto e rimase ferito diverse volte: prima a Doberdò, poi a Oituz e infine ad Asiago. Al termine della guerra, dal 1918 al 1920, lavorò come agricoltore, operaio metallurgico a Brașov e contabile. Nel 1920 iniziò gli studi teologici per il sacerdozio ad Alba Iulia.
Il 6 luglio 1924 fu ordinato presbitero nella cattedrale di San Michele ad Alba Iulia dal vescovo di Transilvania, Erdély e Siebenbürgen Gusztáv Károly Majláth. In seguito fu cappellano a Ditrău dal luglio del 1924 al 1º luglio 1925 e a Gheorgheni dal 1º luglio 1925 al 1926 e professore di religione in quella città dal 1926 al 1928. In seguito fu professore di studi teologici in diverse località e insegnò in una scuola superiore di Târgu Mureș dal 1928 al 1929. Nello stesso periodo fu vice direttore dei ragazzi delle scuole superiori. Dal 1º luglio 1929 al 1º ottobre 1930 fu parroco di Turnu Roșu e sovrintendente degli studi nell'orfanotrofio di Terezian a Sibiu. Il 1º ottobre 1930 venne nominato cappellano del vescovo e archivista diocesano ad Alba Iulia. Il 1º settembre 1932 venne nominato segretario del vescovo, capo del dipartimento di liceo della Lega cattolica romana delle nazioni della Transilvania. Il 1º ottobre dello stesso anno divenne direttore spirituale degli studenti del seminario teologico di Cluj. Il 13 marzo 1934 venne nominato direttore della Lega cattolica romana delle nazioni della Transilvania. Nel 1933 pubblicò uno studio in lingua ungherese intitolato "Scuola in Transilvania" nel quale affrontava il tema dell'educazione delle minoranze. Il 15 marzo 1936 venne nominato amministratore della parrocchia di San Michele a Cluj. Il 21 gennaio 1927 il vescovo lo promosse a canonico e il 14 agosto dell'anno successivo divenne parroco della parrocchia di San Michele a Cluj. Il 14 settembre 1938, con decreto n° 630 della Sacra Congregazione Concistoriale, venne nominato amministratore apostolico della diocesi di Alba Iulia.

### Ministero episcopale
Il 24 dicembre 1938 papa Pio XI lo nominò vescovo di Alba Iulia. Ricevette l'ordinazione episcopale il 12 febbraio successivo nella chiesa di San Michele a Cluj-Napoca dall'arcivescovo Andrea Cassulo, nunzio apostolico in Romania, co-consacranti il vescovo di Timișoara Augustin Pacha e quello di Gran Varadino dei Latini e Satu Mare István Fiedler.
Il suo operato fu subito oggetto dell'attenzione dei servizi segreti rumeni. Essi sorvegliavano diversi preti ungheresi di diverse denominazioni a causa della propaganda revisionista, sciovinista e nazionalista che alcuni di loro stavano effettuando in Transilvania. Nei documenti dei servizi era considerato "uno dei leader dell'azione irredentista ungherese nel nostro paese". Colui che, più tardi, avrebbe assunto un atteggiamento deciso a favore degli ebrei, contrario alla decisione di mandarli nei campi di sterminio nazisti, si dimostrava, secondo i rapporti "un nemico indifferente a tutto ciò che è rumeno".
Dal 1939 al 1942 fu amministratore apostolico della diocesi di Gran Varadino dei Latini e Satu Mare.
Monsignor Márton fu uno dei primi intellettuali a opporsi in pubblico ai preparativi per la seconda guerra mondiale fin dal 1938, prima della sua nomina a vescovo. Rimase nella parte meridionale della diocesi dopo il secondo arbitrato di Vienna del 1940. Con questo atto l'Italia fascista e la Germania nazista obbligarono il Regno di Romania a cedere una parte della Transilvania all'Ungheria. In un discorso tenuto nella chiesa di San Michele, durante una visita pastorale a Cluj il 18 maggio 1944, in occasione dell'ordinazione di tre nuovi sacerdoti, condannò la deportazione degli ebrei rumeni e ungheresi. Quella settimana, il 22 maggio, scrisse anche delle lettere al governo ungherese, nonché alla polizia locale e ad altre autorità nelle quali si chiedeva di vietare le deportazioni. La risposta alle sue richieste fu la sua espulsione da Alba Iulia.
Nel 1945, dopo la morte del cardinale Jusztinián Serédi, papa Pio XII lo voleva nominare nuovo arcivescovo metropolita di Esztergom. L'opposizione dei comunisti ungheresi lo costrinse tuttavia a optare per un altro prelato, József Mindszenty. Anche egli in seguito diventò uno dei più strenui oppositori del comunismo.
Monsignor Márton continuò a essere un forte difensore della libertà religiosa e dei diritti umani. Ciò lo rese un oppositore dei comunisti rumeni e del regime dittatoriale che essi avevano instaurato alla fine del 1947. Il 19 marzo 1948 monsignor Márton e altri sette vescovi cattolici inviarono una lettera a governo comunista nella quale mettevano in evidenza le contraddizioni nella Costituzione del 1948, che privava il popolo della libertà di coscienza e di religione. Essi chiesero la libertà religiosa per tutte le confessioni nel paese, l'assicurazione dell'educazione religiosa nelle scuole e dell'assistenza spirituale nell'esercito, negli ospedali, negli orfanotrofi e nelle prigioni.
I vescovi Márton e Iuliu Hossu progettarono e presentarono un progetto di "status della Chiesa cattolica in Romania", un tentativo di salvare dalla persecuzione comunista la Chiesa cattolica. I due firmarono il documento il 27 ottobre e lo depositarono presso il Ministero degli affari religiosi il 4 novembre 1948.
L'11 ottobre 1948 monsignor Márton inviò al clero una lettera pastorale in cui dichiarava: "La tragedia dei nostri fratelli greci-cattolici chiarisce che ci hanno anticipato". Chiese di essere coraggiosi, di pregare e proibì loro di partecipare a qualsiasi manifestazione organizzata dal partito comunista, sotto pena di scomunica. Nell'aprile del 1949 le autorità chiusero arbitrariamente trentanove monasteri. Il 27 aprile 1949 monsignor Márton inviò una lettera di protesta al presidente della Grande Assemblea Nazionale.
Il 21 giugno 1949 venne arrestato. Si stava dirigendo verso la stazione ferroviaria di Teiuș dove avrebbe dovuto prendere un treno per Bucarest. Tra Alba Iulia e Teiuș la sua automobile venne fermata e lui fu arrestato e portato nel quartier generale della Securitate a Sibiu. Lì venne interrogato da un colonnello e da altri due ufficiali. Dal momento che il vescovo arrivò presso il Ministero degli affari religiosi, tra il clero di Alba Iulia cominciò a circolare la notizia del suo arresto. Il 30 giugno 1949 il vicario generale Aloisiu Boga inviò una lettera al ministro Stanciu Stoian nella quale chiedeva informazioni sulla situazione del vescovo. Padre Boga fu arrestato nel maggio del 1950 per aver rifiutato di accettare il piano governativo di creare una chiesa cattolica nazionale indipendente da Roma. Venne rinchiuso nel carcere di Sighetu Marmației dove morì il 14 settembre 1954.
In occasione del suo venticinquesimo anniversario di sacerdozio, il 6 luglio 1949 papa Pio XII lo elevò alla dignità arcivescovile. Il pontefice rese pubblica questa decisione solo l'anno successivo e in almeno una lettera inviata ad Alba Iulia e indirizzata a monsignor Márton.
Tra il 1949 e il 1955 monsignor Márton fu detenuto in diverse prigioni. Venne interrogato più volte e poi lasciato in isolamento per giorni. Gli investigatori cercarono, senza successo, di ottenere dalle dichiarazioni del vescovo elementi che avrebbe incriminato altri imputati come Gyárfás Kurko e Ádám Teleki. Nel luglio del 1951 il suo fascicolo venne mandato in tribunale e il 6 agosto 1951 monsignor Márton fu condannato all'ergastolo. Poco dopo la pronuncia della sentenza, venne trasferito in catene dal carcere di Jilava al penitenziario di Aiud per l'esecuzione della sentenza. Nel settembre del 1951 fu trasferito da Aiud al carcere di Sighetu Marmației. Nel 1953, con il cambiamento del clima politico nel paese, le condizioni della sua detenzione divennero più sopportabili. Fu rilasciato il 24 marzo 1955, su richiesta di Petru Groza. Fu poi trasferito in una villa nella periferia di Bucarest, ma non gli fu permesso di entrare in contatto con il mondo esterno.
Monsignor Márton decise di rivisitare la sua diocesi dopo la sua liberazione. Contribuì senza dubbio al recupero dei cattolici in Romania e a rafforzare la loro resistenza. Per questo la sua attività rimase strettamente monitorata e tutte le informazioni raccolte vennero notificate nel marzo del 1957 al dipartimento degli affari religiosi del Ministero dei culti. Monsignor Márton entrò in contatto con "elementi reazionari" come l'accademico Zenovie Pâclişanu un "sostenitore ardente per la reintegrazione greco-cattolica". Arrivato in diocesi, ricevette una grande accoglienza da parte di una folla entusiasta. Ciò risultò imbarazzante per le autorità e in seguito fu pertanto costretto agli arresti domiciliari. A monsignor Márton non fu permesso di lasciare l'edificio del vescovado per quasi un decennio, fino al 1967.
In una nota di sintesi sulle azioni del vescovo, emessa il 14 settembre 1959, monsignor Márton chiese il ripristino della situazione della Chiesa cattolica come lo era il 30 dicembre 1947 e la liberazione dei vescovi e dei preti cattolici. Subito dopo il suo ritorno in diocesi accolse cinque giovani greco-cattolici, uno per ogni eparchia della Chiesa greco-cattolica rumena, nel seminario di Alba Iulia. Tra di loro vi era il futuro cardinale Lucian Mureșan. Fu rilasciato in seguito ai negoziati che il cardinale Franz König aveva condotto a Bucarest. Egli era tuttavia ancora cauto riguardo alle possibili molestie da parte delle autorità e spesso dei volontari lo accompagnavano nelle sue visite pastorali per assicurarsi che fosse al sicuro e lasciato in pace. Nel 1968 compì un viaggio emozionante attraverso il paese, dove diede la prima comunione a migliaia di giovani.
Il 22 febbraio 1969 papa Paolo VI ricevette in udienza privata monsignor Hieronymus Menges. Quest'ultimo chiese al pontefice di fare qualcosa che incoraggiasse i fedeli rumeni. Il papa gli chiese consigli su ciò che poteva fare. Menges raccomandò al papa di creare cardinali sia monsignor Márton sia monsignor Iuliu Hossu e di concedere a diversi sacerdoti il titolo di monsignore. Il papa acconsentì e incaricò l'allora arcivescovo Agostino Casaroli di vedere se fosse accettabile per il governo rumeno. Casaroli inviò il suo aiutante per incontrare il ministro della cultura a Bucarest e chiedergli se la doppia nomina sarebbe stata accolta favorevolmente. Il ministro assicurò l'aiutante che la nomina di monsignor Márton sarebbe stata per loro accettabile, ma che quella di Iuliu Hossu era una scelta inaccettabile. Monsignor Márton rifiutò la nomina a cardinale in quanto il governo aveva negato la porpora a monsignor Hossu. Il papa riuscì tuttavia a eludere il governo: nominò monsignor Hossu cardinale in pectore e non nominò mai cardinale Márton. La nomina di Hossu non fu resa pubblica fino al 5 marzo 1973, qualche anno dopo la sua morte.

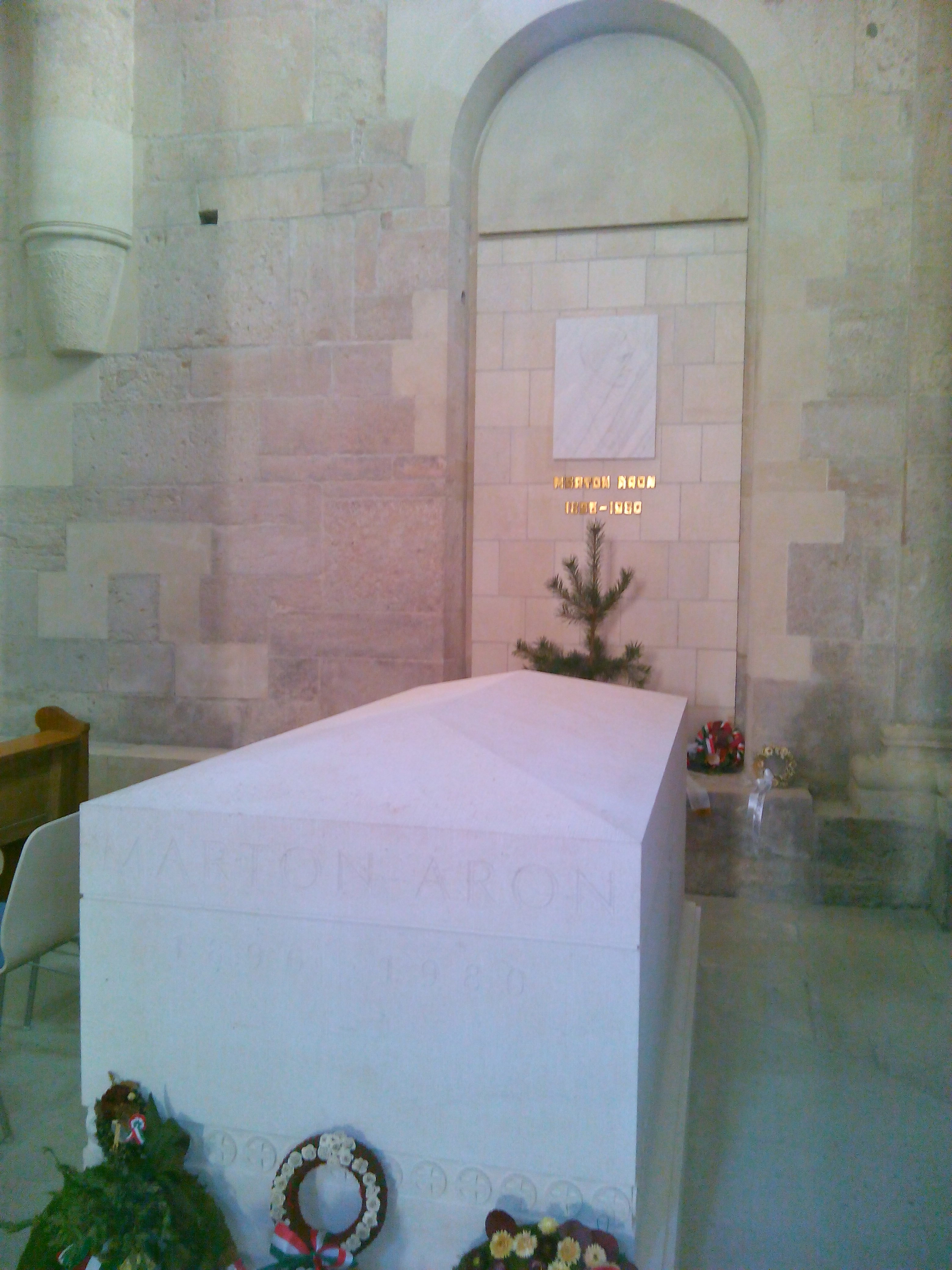
Tomba di monsignor Áron Márton nella cattedrale di San Michele ad Alba Iulia.

Dal 1970 al 1980 fu presidente della Conferenza episcopale rumena. Nel 1972 gli fu diagnosticato un cancro. Durante la sua battaglia contro la malattia non assunse antidolorifici e continuò il suo lavoro con grande capacità di recupero. Il papa gli concesse comunque un vescovo ausiliare nella persona di Antal Jakab. Questi nel 1976 assunse di fatto il governo della diocesi. Viaggiò più volte a Roma dove incontrò papa Paolo VI.
Il 2 aprile 1980 papa Giovanni Paolo II accettò la sua rinuncia al governo pastorale della diocesi per raggiunti limiti di età.
Morì ad Alba Iulia il 29 settembre 1980. Dopo le esequie presiedute dal cardinale László Lékai, la sua salma fu tumulata nella cattedrale di San Michele ad Alba Iulia.
Nel 1988 il rabbino Moshe Carmilly-Weinberger depositò sulla tomba del vescovo Márton una corona di fiori. Nel biglietto che la accompagnava era scritto: "Al vescovo, il popolo ebraico, non dimentica l'atteggiamento coraggioso della sua sofferenza. Con gratitudine: dott. Moshe Carmilly-Weinberger, ex rabbino capo di Cluj". Il 27 dicembre 1999 lo Yad Vashem di Gerusalemme gli concesso il titolo postumo di Giusto tra le nazioni "per l'atteggiamento umano ed eroico in favore del popolo ebraico nei momenti di difficoltà".
Nella cattedrale di San Michele ad Alba Iulia è presente una sua statua.
Gli è intitolata una scuola superiore a Miercurea Ciuc.

## Processo di beatificazione
La sua causa di beatificazione iniziò il 17 novembre 1992, sotto la guida di papa Giovanni Paolo II, dopo che la Congregazione delle cause dei santi pubblicò il nihil obstat ufficiale e gli concesse quindi il titolo di servo di Dio. La fase diocesana dell'inchiesta venne aperta ad Alba Iulia il 26 luglio 1994 e si chiuse il 5 dicembre 1996. La documentazione venne quindi inoltrata alla Congregazione delle cause dei santi che convalidò il processo il 23 ottobre 1998.
Nel 2003 venne consegnata alla Congregazione delle cause dei santi la positio. Il collegio dei teologi del dicastero approvò la causa il 25 giugno 2010.
Il secondo e attuale (dal 2012) postulatore per questa causa è monsignor Gergely Kovács.
Il 18 dicembre 2024, papa Francesco ha riconosciuto le sue virtù eroiche, riconoscendolo venerabile.

## Genealogia episcopale
La genealogia episcopale è:
- Cardinale Scipione Rebiba
- Cardinale Giulio Antonio Santorio
- Cardinale Girolamo Bernerio, O.P.
- Arcivescovo Galeazzo Sanvitale
- Cardinale Ludovico Ludovisi
- Cardinale Luigi Caetani
- Cardinale Ulderico Carpegna
- Cardinale Paluzzo Paluzzi Altieri degli Albertoni
- Papa Benedetto XIII
- Papa Benedetto XIV
- Papa Clemente XIII
- Cardinale Marcantonio Colonna
- Cardinale Giacinto Sigismondo Gerdil, B.
- Cardinale Giulio Maria della Somaglia
- Cardinale Carlo Odescalchi, S.I.
- Cardinale Costantino Patrizi Naro
- Cardinale Lucido Maria Parocchi
- Cardinale Alfonso Maria Mistrangelo, Sch.P.
- Arcivescovo Andrea Cassulo
- Arcivescovo Áron Márton